# Біломох
Біломох (Leucobryum) — рід мохів (Dicranidae) родини Лейкобрієві (Leucobryaceae). Назва походить від грецького leukos, що означає білий, і bryon, що означає мох.

## Опис
Види Leucobryum зустрічаються в прямовисних, щільних і часто округлих подушках. Їхній колір варіюється від білого до сіруватого або блакитно-зеленого. Види характеризуються товстими білуватими листками. Було припущено, що характерний блідий колір, який демонструють деякі види, викликаний бульбашками повітря в лейкоцистах. Вважається, що бульбашки необхідні для функціонування хлороцист з метою газообміну.
Види дводомні, чоловічі рослини відстають у рості та ростуть серед листя жіночих рослин. Спорофіти зустрічаються рідко.
У світі налічується близько 80 видів.